# Venerável Irmandade dos Clérigos Pobres
A Venerável Irmandade dos Clérigos Pobres com o título da Caridade e Protecção da Santíssima Trindade foi uma confraria católica, canonicamente estabelecida em Lisboa, Portugal.

## História
Tida como uma das mais antigas em Portugal, os seus primeiros estatutos datam do ano de 1452 (confirmados pelo ordinário em 25 de maio daquele ano), mas fazem supor uma fundação muito anterior, por neles constar "que a Irmandade o fazia por não haver escriptura que obrigasse ao cumprimento das cousas, que os antigos Irmãos tinham determinado muito boas, e uteis, que por isso estava a perigo de se extinguir; porque algumas d'estas cousas estavam sómente em pura tradicção." A mais antiga referência à Irmandade dos Clérigos Pobres data de um documento de 1415. Estatutariamente, distinguiam-se os irmãos efetivos (clérigos de ordens sacras de qualquer grau, nacionais e estrangeiros) e irmãos protetores (leigos). O Cardeal-Patriarca de Lisboa era considerado presidente honorário da Irmandade.
Ao longo da sua história, foi incorporando em si outras irmandades afins: em 1814 absorveu a Irmandade dos Clérigos Ricos, que tinha sido fundada na Sé de Lisboa em 1247; em 1889 incorporou a Irmandade de São Pedro ad Vincula, de Sintra e, em 1894, a Irmandade dos Clérigos Pobres com o título da Caridade e Protecção da Santíssima Trindade, de Setúbal.
Sabe-se que em 1617 a Irmandade estava sediada na Igreja de Santa Justa, de onde saiu para o Hospital Real de Todos os Santos em 1646, por cedência do espaço pela Irmandade da Misericórdia de Lisboa; a mudança justificou-se pelo facto de não possuir uma "casa própria, em que fizesse as suas Juntas, e em que tivesse com resguardo a sua fábrica, realizando as reuniões da Mesa na sacristia da Igreja". Não se sabe onde se encontrava a Irmandade por altura do Terramoto de 1755 (já que o hospital fora afetado por um incêndio de grande proporção em 1750), mas o seu percurso desde aí passou por diferentes casas: na Capela de Nossa Senhora da Pureza da casa do Conde de Castelo Melhor, na Igreja de São Roque, na Basílica de Santa Maria Maior, na Capela de São Luís, Rei de França, no Hospital Real de São José, na Paróquia dos Mártires, na do Espírito Santo, na Paróquia de São Tiago e, finalmente, na Igreja de Nossa Senhora da Encarnação, para onde foi em 1842, com autorização da Irmandade do Santíssimo Sacramento.
Originalmente, a Irmandade só prestava assistência espiritual aos seus irmãos clérigos, prestando apenas socorro temporal pontualmente, quando determinado pela mesa administrativa. Em 1844 alguns irmãos estabeleceram um Montepio Eclesiástico anexo à Irmandade, que durou até 1861, ano em que os sócios repartiram entre si o considerável capital existente. Em 1887, o Irmão Juiz Monsenhor Alfredo Elviro dos Santos, à época secretário de D. José Neto, Cardeal-Patriarca de Lisboa, intentou e conseguiu transformar a Irmandade numa sociedade de socorro mútuo, conservando a sua respeitável designação de Irmandade dos Clérigos Pobres, para que não voltassem os associados a repartir entre si o capital para fins diversos.
Emm 1889, a Irmandade pediu e obteve das Cortes (por Carta de Lei de 13 de julho de 1889) a concessão do edifício do extinto convento de Santa Marta para nele se fundar o Hospício do Clero, para servir de asilo, hospital, e hospedaria para o clero; este estabelecimento era o único do seu género no país. O Hospício do Clero foi tornado isento da jurisdição paroquial da freguesia do Coração de Jesus, em cuja área se localizava, por provisão de D. José Neto de 21 de agosto de 1889. Por Decreto de 7 de maio de 1903, o governo anulou a concessão do edifício do Convento de Santa Marta, pondo fim ao Hospício do Clero e desalojando a Irmandade, que se viu obrigada a entregar o edifício à administração do Hospital Real de São José e a mudar a sua sede para a Ermida de Nossa Senhora da Assunção e Santo António do Vale, na freguesia de Santa Engrácia.
A Irmandade dos Clérigos Pobres foi finalmente convertida em Montepio do Clero Secular Português a 1 de Julho de 1912, por iniciativa e diligências de Alfredo Elviro dos Santos, último Juiz da Irmandade dos Clérigos Pobres de Lisboa.